# Nike Bent
Nike Lovisa Bent (ur. 1 grudnia 1981 w Tännäs) – szwedzka narciarka alpejska.

## Kariera
Po raz pierwszy na arenie międzynarodowej pojawiła się 17 grudnia 1996 roku w Klövsjö, gdzie w zawodach FIS zajęła 18. miejsce w gigancie. W 2000 roku wystartowała na mistrzostwach świata juniorów w Quebecu, gdzie zajęła 4. miejsce w zjeździe i 38. miejsce w gigancie. Podczas rozgrywanych rok później mistrzostw świata juniorów w Verbier zajęła 17. miejsce w zjeździe i 13. w supergigancie.
W zawodach Pucharu Świata zadebiutowała 24 lutego 2001 roku w Lenzerheide, gdzie nie ukończyła zjazdu. Pierwsze pucharowe punkty wywalczyła 21 lutego 2004 roku w Åre, zajmując 27. miejsce w supergigancie. Na podium zawodów PŚ jedyny raz stanęła 14 stycznia 2006 roku w Bad Kleinkirchheim, kończąc zjazd na drugiej pozycji. W zawodach tych rozdzieliła Janicę Kostelić z Chorwacji i Austriaczke Michaelę Dorfmeister. W sezonie 2005/2006 zajęła 33. miejsce w klasyfikacji generalnej, a w klasyfikacji zjazdu była dziesiąta.
Wystartowała na igrzyskach olimpijskich w Turynie w 2006 roku, gdzie zajęła 14. miejsce w kombinacji, 21. w supergigancie i 22. miejsce w zjeździe. Na rozgrywanych rok później mistrzostwach świata w Åre była szósta w zjeździe, ósma w superkombinacji, a rywalizacji w supergigancie nie ukończyła.

## Osiągnięcia

### Igrzyska olimpijskie
| Miejsce | Dzień     | Rok  | Miejscowość | Konkurencja | Czas biegu | Strata | Zwyciężczyni         |
| ------- | --------- | ---- | ----------- | ----------- | ---------- | ------ | -------------------- |
| 22.     | 15 lutego | 2006 | Turyn       | Zjazd       | 1:56,49    | +2,68  | Michaela Dorfmeister |
| 14.     | 18 lutego | 2006 | Turyn       | Kombinacja  | 2:51,08    | +5,54  | Janica Kostelić      |
| 21.     | 20 lutego | 2006 | Turyn       | Supergigant | 1:32,47    | +1,94  | Michaela Dorfmeister |

### Mistrzostwa świata
| Miejsce | Dzień     | Rok  | Miejscowość | Konkurencja     | Czas biegu | Strata | Zwyciężczyni |
| ------- | --------- | ---- | ----------- | --------------- | ---------- | ------ | ------------ |
| DNF     | 6 lutego  | 2007 | Åre         | Supergigant     | 1:18,85    | -      | Anja Pärson  |
| 8.      | 9 lutego  | 2007 | Åre         | Superkombinacja | 1:57,69    | +2,46  | Anja Pärson  |
| 6.      | 11 lutego | 2007 | Åre         | Zjazd           | 1:26,89    | +1,04  | Anja Pärson  |

### Mistrzostwa świata juniorów
| Miejsce | Dzień     | Rok  | Miejscowość | Konkurencja | Czas biegu | Strata | Zwyciężczyni         |
| ------- | --------- | ---- | ----------- | ----------- | ---------- | ------ | -------------------- |
| 4.      | 21 lutego | 2000 | Québec      | Zjazd       | 1:13,47    | +0,33  | Fränzi Aufdenblatten |
| DNF     | 22 lutego | 2000 | Québec      | Supergigant | 1:18,79    | -      | Kathrin Wilhelm      |
| 38.     | 25 lutego | 2000 | Québec      | Gigant      | 1:55,08    | +7,85  | Anja Pärson          |
| DNF1    | 26 lutego | 2000 | Québec      | Slalom      | 1:50,79    | -      | Anja Pärson          |
| 17.     | 6 lutego  | 2001 | Verbier     | Zjazd       | 1:33,56    | +2,13  | Astrid Vierthaler    |
| 13.     | 10 lutego | 2001 | Verbier     | Supergigant | 1:33,54    | +1,90  | Kathrin Wilhelm      |
| DNF2    | 10 lutego | 2001 | Verbier     | Gigant      | 2:16,31    | -      | Fränzi Aufdenblatten |
| DNF1    | 10 lutego | 2001 | Verbier     | Slalom      | 1:16,53    | -      | Christine Sponring   |

### Puchar Świata

#### Miejsca w klasyfikacji generalnej
- sezon 2003/2004: 113.
- sezon 2005/2006: 33.
- sezon 2006/2007: 75.
- sezon 2007/2008: 103.
- sezon 2008/2009: 116.

#### Miejsca na podium
1. Bad Kleinkirchheim – 14 stycznia 2006 (zjazd) – 2. miejsce